# Kerry Zavagnin
Kerry Zavagnin (Plymouth, Estados Unidos; 2 de julio de 1974) es un exfutbolista y entrenador estadounidense. Es segundo entrenador en el Sporting Kansas City desde 2009.
Como futbolista se desempeñó como centrocampista y pasó su carrera en clubes de su país. Fue internacional absoluto por la selección de Estados Unidos entre el 2000 y 2006, disputando 21 encuentros.

## Clubes

### Como jugador
| Club                     | País           | Año       |
| ------------------------ | -------------- | --------- |
| North Carolina Tar Heels | Estados Unidos | 1992-1995 |
| Raleigh Flyers           | Estados Unidos | 1993      |
| Raleigh Flyers           | Estados Unidos | 1996      |
| MetroStars               | Estados Unidos | 1997-1998 |
| Long Island Rough Riders | Estados Unidos | 1997      |
| Lehigh Valley Steam      | Estados Unidos | 1999      |
| Kansas City Wizards      | Estados Unidos | 2000-2008 |

### Como entrenador
| Club                             | País           | Año           |
| -------------------------------- | -------------- | ------------- |
| Sporting Kansas City (asistente) | Estados Unidos | 2009-presente |

## Palmarés

### Títulos nacionales
| Título             | Club                | País           | Año  |
| ------------------ | ------------------- | -------------- | ---- |
| MLS Cup            | Kansas City Wizards | Estados Unidos | 2000 |
| Supporters' Shield | Kansas City Wizards | Estados Unidos | 2000 |
| U.S. Open Cup      | Kansas City Wizards | Estados Unidos | 2004 |